# ジョルジュ・ペレック
ジョルジュ・ペレック（Georges Perec, 1936年3月7日 - 1982年3月3日）は、20世紀フランスの小説家、随筆家である。パリ出身。
本来の苗字はペレツ（Peretz）であり、父方を通じてポーランドの作家イツホク・レイブシュ・ペレツの遠縁にあたる。ユダヤ系。

## 経歴
1965年に、長編"Les Choses. Une histoire des années soixante"『物の時代』でデビュー、同作でルノードー賞を獲得。1967年からは文学グループ「ウリポ」に加わり、言語遊戯的な作品を多く上梓した。"Un homme qui dort (1970)"『眠る男』は映画化され、1974年度ジャン・ヴィゴ賞を受賞した。1978年には『人生使用法』がメディシス賞を受賞している。
2017年にガリマール出版社の文学全集「プレイヤード叢書」に作品が収録された。
彼を称え、小惑星(2817)ペレックがその名を取り命名されている。

## 日本語訳
- 『眠る男』（海老坂武訳、晶文社、1970年）
  - 『眠る男』（海老坂武訳、水声社〈叢書フィクションの楽しみ〉、2016年）
- 『物の時代・小さなバイク』（弓削三男訳、白水社、1978年）
  - 『物の時代　小さなバイク』（弓削三男訳、文遊社、2013年）
- 『人生使用法』（酒詰治男訳、水声社〈叢書フィクションの楽しみ〉、1992年、新装版2010年）
- 『Wあるいは子供の頃の思い出』（酒詰治男訳、人文書院、1995年）
  - 『Wあるいは子供の頃の思い出』（酒詰治男訳、水声社〈叢書フィクションの楽しみ〉、2013年）
- 『考える/分類する　日常生活の社会学』（阪上脩訳、法政大学出版局〈りぶらりあ選書〉、2000年）
- 『エリス島物語　移民たちの彷徨と希望』（酒詰治男訳、青土社、2000年）
- 『さまざまな空間』（塩塚秀一郎訳、水声社、2003年）
- 『美術愛好家の陳列室』（塩塚秀一郎訳、水声社〈叢書フィクションの楽しみ〉、2006年）
- 『煙滅』（塩塚秀一郎訳、水声社〈叢書フィクションの楽しみ〉、2010年）
- 『家出の道筋』（酒詰治男訳、水声社〈叢書フィクションの楽しみ〉、2011年）
- 『ぼくは思い出す』（酒詰治男訳、水声社〈叢書フィクションの楽しみ〉、2015年）
- 『給料をあげてもらうために上司に近づく技術と方法』（桑田光平訳、水声社、2015年）
- 『傭兵隊長』（塩塚秀一郎訳、水声社〈叢書フィクションの楽しみ〉、2016年）
- 『パリの片隅を実況中継する試み　ありふれた物事をめぐる人類学』（塩塚秀一郎訳、水声社〈叢書フィクションの楽しみ〉、2018年）

## 関連出版
- 『水声通信〈6〉　ジョルジュ・ペレック 特集』 (水声社、2006年4月号)
- デイヴィッド・ベロス『ジョルジュ・ペレック伝　言葉に明け暮れた生涯』（酒詰治男訳、水声社、2014年）
- 塩塚秀一郎『ジョルジュ・ペレック　制約と実存』（中央公論新社〈中公選書〉、2017年）